# Арджун
«Арджун» (англ. Arjun) — індійський основний бойовий танк.
Створений в 70-ті — 80-ті роки для заміни тодішніх танків іноземної розробки. Повністю незалежна розробка Індії, «Арджун» за своїми характеристиками можна порівняти із основними бойовими танками останнього покоління інших країн. Запущений у серійне виробництво в 2006 році, перші танки поступили на озброєння індійської армії у вересні 2007 року.